# Simarmata
Simarmata is een bestuurslaag in het regentschap Samosir van de provincie Noord-Sumatra, Indonesië. Simarmata telt 914 inwoners (volkstelling 2010).